# Харш Вардхан
Харш Вардхан (англ. Harsh Vardhan; род. 13 декабря 1954, Дели) — индийский политический деятель, член Бхаратия джаната парти, с 2014 года — министр здравоохранения и социального обеспечения Индии в правительстве Нарендры Моди. Ранее четыре раза подряд избирался в законодательное собрание Дели (в 1998, 2003, 2008 и 2013 году), в разное время занимал посты министра здравоохранения и министра образования Дели. По профессии — оториноларинголог. Женат, отец троих детей.